# Strephonota foyi
Espèce
Synonymes
- Thecla foyi Schaus, 1902

Strephonota foyi est une espèce de papillons de la famille des Lycaenidae, de la sous-famille des Theclinae et du genre Strephonota.

## Dénomination
Strephonota foyi a été décrit par Schaus en 1902 sous le nom de Thecla foyi,.

## Description
Strephonota foyi est un petit papillon, le mâle présentant une envergure de 27 mm et la femelle 27 mm. Ses antennes et ses pattes sont annelées de marron et de blanc avec une fine et longue queue et une très courte à chaque aile postérieure.
Le dessus est bleu avec aux ailes antérieures l'apex, le bord costal et le bord externe marron.
Le revers est beige orné d'une ligne postdiscale blanche doublée d'ocre, avec aux ailes postérieures deux gros ocelles orange dont un en position anale.

## Écologie et distribution
Strephonota foyi est présent au Pérou,.

### Protection
Pas de statut de protection particulier.

## Publication originale
- (en) William Schaus, « Descriptions of new American butterflies », Proceedings of the United States National Museum, Washington, Inconnu, vol. 24, no 1262,‎ 1902, p. 383–460 (ISSN 0096-3801 et 2377-6560, OCLC 1259735, DOI 10.5479/SI.00963801.1262.383, lire en ligne).